# Ciclone Bulbul
O ciclone Bulbul foi um forte ciclone tropical que atingiu o estado indiano de Bengala Ocidental e Bangladesh em novembro de 2019, provocando tempestades, fortes chuvas e inundações. Originário dos remanescentes da severa tempestade tropical Matmo, no sul do Golfo de Bengala, no início de novembro, Bulbul intensificou-se lentamente em uma tempestade ciclônica muito severa. É apenas o quarto ciclone tropical já registrado que se regenerou no mar de Andamão, depois de cruzar o sudeste da Ásia por terra. Além disso, é apenas o segundo ciclone da história a chegar à força de um furacão, sendo o primeiro em 1960.

## Histórico meteorológico

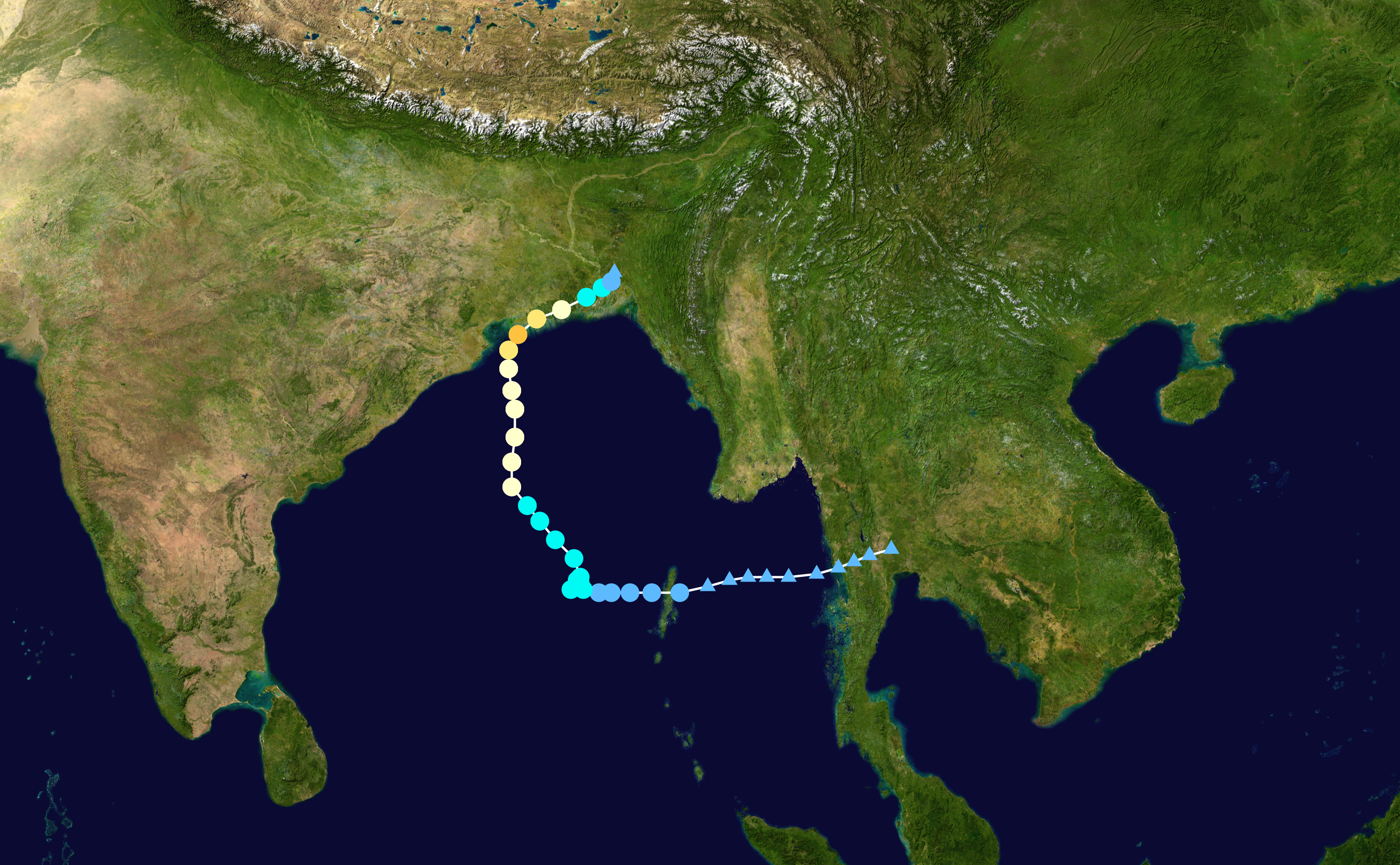
Mapa que mostra o caminho e a intensidade da tempestade, de acordo com a escala de Saffir-Simpson.

Em 30 de outubro, a severa tempestade tropical Matmo chegou ao Vietnã, trazendo muita chuva e inundações. Nos dias seguintes, ela degenerou lentamente e perdeu velocidade ao atravessar a península da Indochina, tornando-se nada mais que um sistema de baixa pressão.
Em 2 de novembro, o restante do Matmo emergiu no mar de Andamão do Norte. As agências meteorológicas começaram a mostrar interesse no sistema, que começou lentamente a se reorganizar e se desenvolver. Após isso, transformou-se totalmente em uma depressão, em 5 de novembro. Ao se tornar uma tempestade ciclônica, o Departamento Meteorológico da Índia (IMD) designou o nome Bulbul. Ele continuou intensificando e aumentando a velocidade durante os três dias seguintes, mas ainda se movendo lentamente para o norte e levando o IMD a emitir avisos costeiros para Odisha e Bengala Ocidental, proibindo toda a atividade de pescadores, atividades de praia e passeios de barco no Golfo de Bengala e arredores. Cerca de um dia depois, Bulbul atingiu o território perto da ilha de Sagar, em Bengala Ocidental, por volta das 18h30 GMT de 9 de novembro, matando pelo menos 2 pessoas e enfraquecendo-se de volta a uma tempestade ciclônica severa, uma vez que interagiu com a terra e desencadeou uma forte tempestade. Não muito tempo depois dessa interação terrestre, Bulbul rapidamente se enfraqueceu em uma depressão profunda no dia seguinte, quando começou a se mover sobre Bangladesh, mas ainda provocando fortes chuvas.